# 市村和昭
市村 和昭（いちむら かずあき、1957年8月11日 - ）は、長野県軽井沢町出身の元スピードスケート選手、元競輪選手。日本競輪学校第48期生。長野県軽井沢高等学校、明治大学出身。
競輪選手としての登録地は当初は東京であったが、後に長野へと移った。

## 略歴

### スピードスケート選手時代
1975年、全国高等学校総合体育大会で500m、1500mの2種目を制覇。1976年に高校総体の500mで優勝。1979年と1980年には全日本スプリントスピードスケート選手権大会で総合2連覇を達成した。
1980年、レークプラシッドオリンピックの500m（20位）、1000m（25位）に出場した。

### 競輪選手時代
1980年、日本競輪学校に48期生として入学した。スピードスケート選手の競輪界入りはそれ以前に例がなく、市村の転身は周囲を驚かせた。
1981年10月27日、大宮競輪場でデビューし1着。1982年-1993年頃まではビッグレースに度々参加していたが、特筆すべき成績は挙げていない。2014年1月7日付で引退した。
主な弟子に、自身と同じくスピードスケートから競輪選手へと転身した伊藤大理（85期）や上原龍（95期）がいる。